# Treneglos
 (septembre 2023).
Treneglos est une paroisse civile et un village des Cornouailles, en Angleterre.